# Курьер

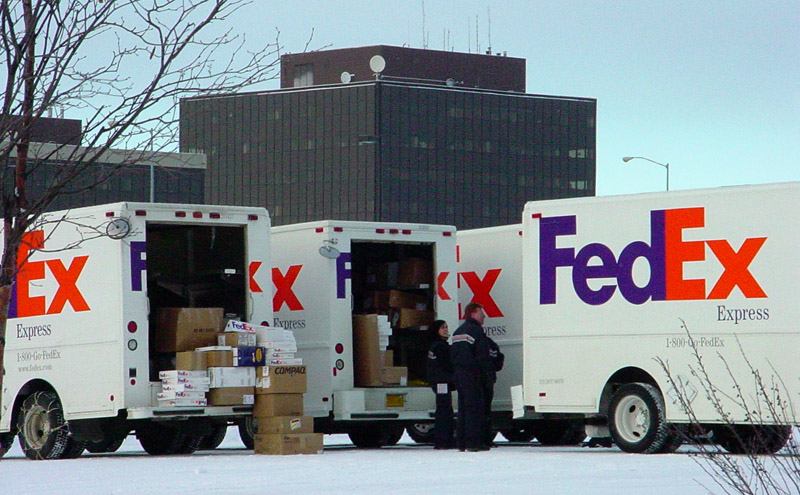
Развозные Почтовый грузовик для курьерской доставки компании FedEx в Анкоридже (Аляска, США)

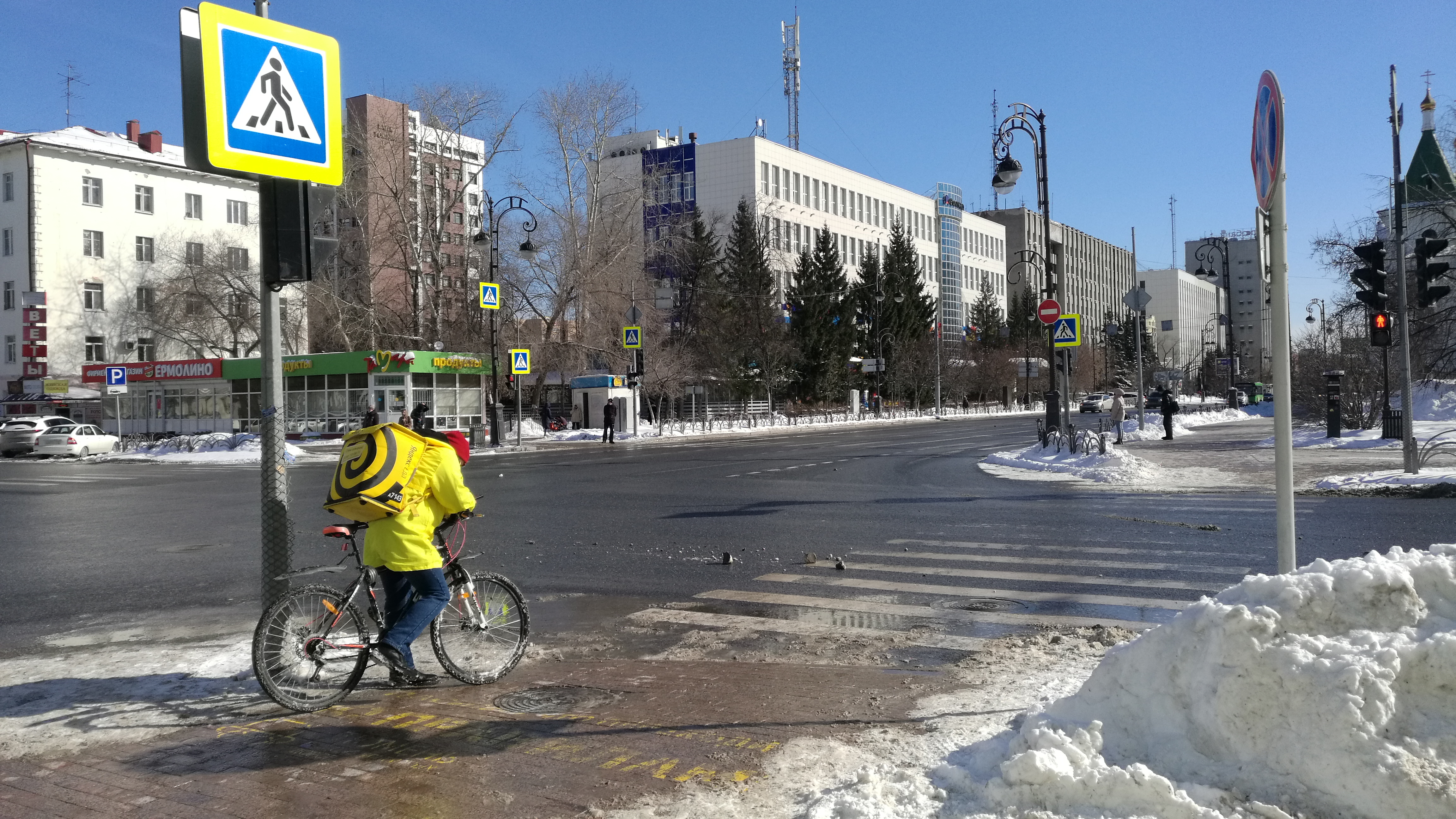
Курьер на велосипеде в Тюмени

Курье́р (фр. courrier — «гонец, вестник, бегун», от лат. curro — «бегу», currere — «бегать, быстро двигаться») — человек (посыльный), работающий в учреждении, разносящий деловые бумаги, или компания, нанимаемая для доставки сообщений, писем, иной корреспонденции, а также небольших грузов.

## История
В античное время и средние века курьерами называли посыльных, конных гонцов, доставлявших секретную и дипломатическую почту. Таковой, например, была введённая в Римской империи Августом государственная курьерская служба, называвшаяся cursus publicus.
В допетровской России рассыльные (гонцы) были служилыми людьми, «по прибору» и содержались за счёт государственной казны. Особая курьерская почтовая служба была основана в 1701 году Петром I на Смоленском и Архангельском трактах для доставки чрезвычайных скорых посылок с царскими грамотами. Военных посыльных называют фельдъегерями (начиная с середины XVIII века), а доставляющих дипломатическую почту — дипкурьерами.
В бывшем СССР на корреспонденции курьерской почты нередко использовали штемпели «Курьером» или соответствующие надписи и служебные отметки от руки. При этом почтовые отправления, доставляемые курьерской почтой, относились к специальной категории — «С нарочным».

## Современность

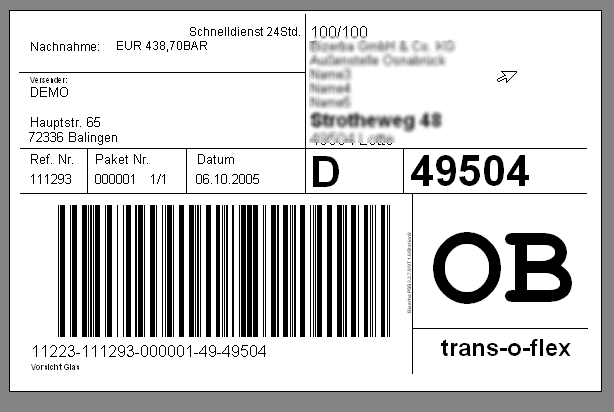
Самоклеящийся адресный бланк со штрихкодом для курьерной доставки компании trans-o-flex (Германия, 2005)

В настоящее время курьеры предназначены для оказания единичных почтовых услуг при соблюдении следующих условий: гарантия доставки к определённому времени, скорость, безопасность, отчёт о доставке, отметка о вручении, специализация и индивидуальность услуг. Курьеры могут также совершать доставку почты периодически, например, ежедневную почту. Услуги курьеров в большинстве случаев дороже, нежели услуги обычной почты, что вызвано соблюдением условий при оказании курьерских услуг, а также методом самой доставки — самолётом, поездом, автомобилем, мотоциклом, велосипедом, или пешком.
В крупных курьерских фирмах вся корреспонденция, доставляемая курьерами, обычно делится на две части: собственно почта (настоящая почта) — те газеты, журналы, счета и другая корреспонденция, на которую подписались получатели и оплатили доставку, и так называемая «курьерка», «коммерция» — в разных курьерских фирмах называемая по-разному, то, что получатели не заказывали и что рассылается на деньги рекламодателей. Последняя нередко воспринимается получателями как нежелательная почта (бумажный спам). В настоящее время доля бумажного спама в общем объёме корреспонденции, доставляемой курьерами, растёт. Фирмы с этим спамом борются: охрана не разрешает курьерам ходить по этажам и офисам здания, секретари и администраторы отделяют спам от настоящей почты.
Начиная с 2010 года, на рынке России появилась новая услуга «Доставка по России за сутки». В большинстве случаев это индивидуальная доставка, организация которой, включая маршрут, во многом зависит от времени получения заявки. После приёмки заказа по телефону диспетчер направляет курьера к отправителю, а затем сразу же в аэропорт для оформления перелёта срочного груза. В это же время в город доставки направляется задание по электронной почте для местной курьерской службы, которая, спустя два часа после приземления самолёта, получает и доставляет прилетевшую посылку. Скорость доставки максимальна. Подобные услуги, как правило, оказывают небольшие курьерские компании. Данная услуга является одной из самых трудоёмких и дорогих.
Несмотря на это, рынок курьерских услуг всё это время эволюционировал и требовал подстраиваться под текущие требования потребителей. Небольшие организации расширяли свои услуги, таким образом предоставляя клиентам выбирать то, что им больше подходит. От обычных доставок документов курьерские службы перешли к решению более серьёзных задач, таких как доставка подарков или подача документов в государственные учреждения. Следом за расширением услуг рынок потребовал улучшения этих самых услуг. Тогда с 2014 года стали появляться услуги доставки экспресс-почты внутри одного города. Если раньше доставка формировалась днём ранее, то теперь эти рамки стёрлись полностью. Сейчас считается нормой, если курьерская служба может доставлять отправления в течение полутора часов. Так как эта услуга пока только набирает свои обороты, то предлагают её только крупные и серьёзные компании. В первую очередь проблемы предоставления таких услуг связаны непосредственно с персоналом. Гарантировать такое качество и скорость можно только тогда, когда все курьеры работают в штате и числятся постоянными сотрудниками. Это также позволяет соблюдать права курьеров и повышает их профессиональный ранг, выводя эту профессию в особенную категорию.
По данным сайта Авито в 2022 году профессия курьер являлась самой востребованной среди работодателей.

## Классификация
Отдельная курьерская служба может быть организована внутри компании для доставки корреспонденции между подразделениями. Часто функции курьера выполняют молодые работники, многие успешные люди начинали свою карьеру именно с курьерской должности.
Курьерские компании классифицируются по нескольким признакам:
- по территориальному охвату:
  - внутригородские;
  - внутригосударственные;
  - межгосударственные;
    - межматериковые.
- по специализации:
  - универсальные;
  - специализированные;
- по объёму грузов:
  - мелкие грузы;
  - крупногабаритные грузы.

## В культуре
- Фильм «Красные дипкурьеры» (СССР, 1977).
- Фильм «Курьер» Карена Шахназарова (СССР, 1986).
- Фильм «Брокер» (США, 1986).
- Фильм «Курьер» (Ирландия, 1988).
- Фильм «Почтальон» (США, 1997).
- Фильм «Изгой» (США, 2000) с Томом Хэнксом. Рассказывает про курьера, который вследствие крушения самолёта попадает на необитаемый остров.
- Французская комедия «Coursier» (Black Mask Productions, 2010).
- Фильм «Срочная доставка» (США, 2012).
- Фильм «Курьер» (США, 2012).
- В американском научно-фантастическом мультсериале «Футурама» действует компания по доставке грузов «Межпланетный экспресс» (англ. Planet Express). Должность курьера на корабле «Межпланетного экспресса» выполняет главный герой Филипп Дж. Фрай.
- Компьютерная игра про безымянного курьера Fallout: New Vegas.
- Компьютерная игра Death Stranding.